# Sakaide
Sakaide (坂出市, Sakaide-shi) est une ville du Japon, située dans la préfecture de Kagawa, sur l'île de Shikoku.

## Géographie

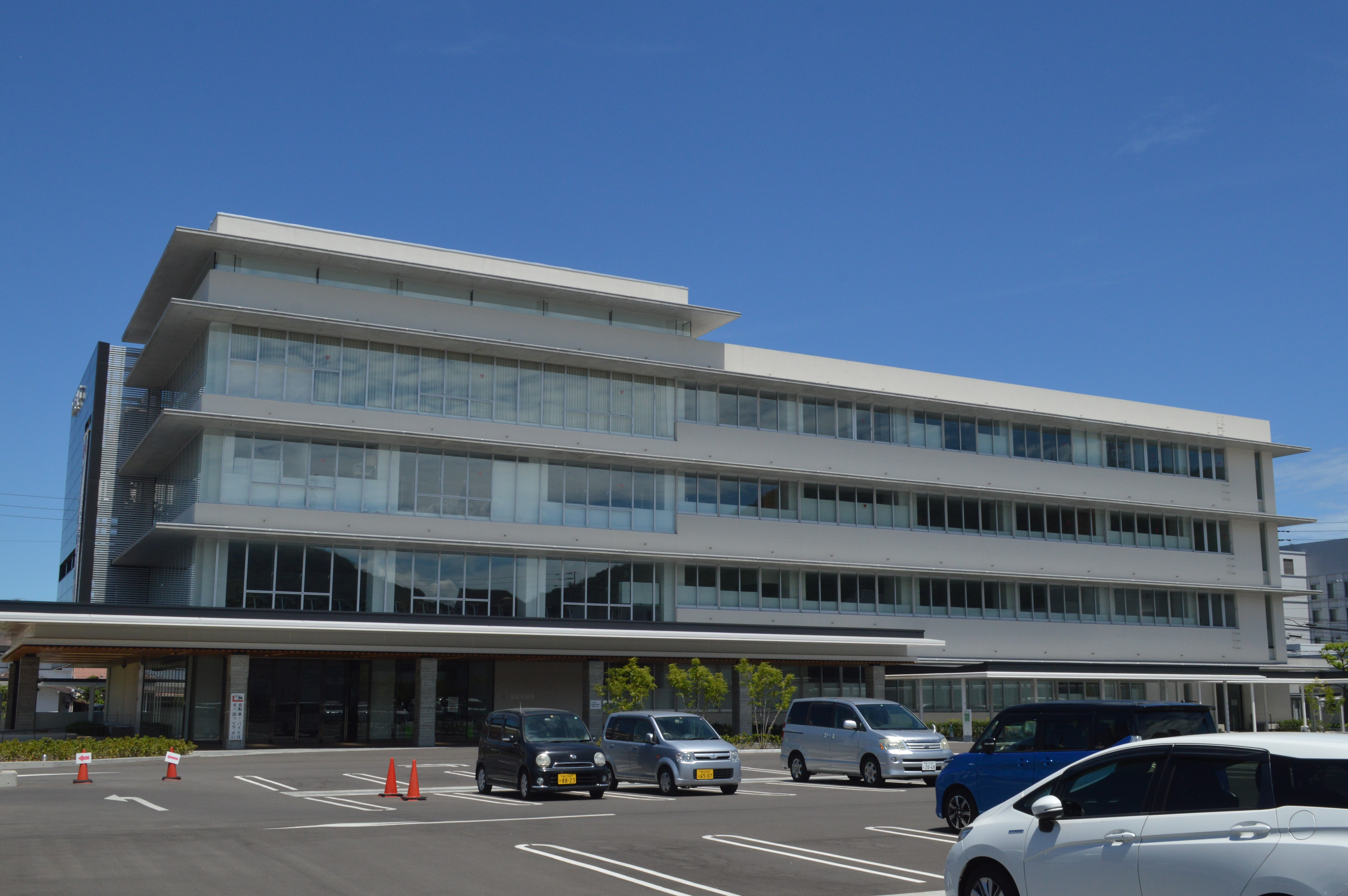
Hôtel de ville.

### Situation
Sakaide est située dans le Nord de la préfecture de Kagawa, au bord de la mer intérieure de Seto, au Japon.

### Municipalités limitrophes
| mer intérieure de Seto | mer intérieure de Seto | Takamatsu |
| Utazu                  | Sakaide                | Takamatsu |
| Marugame               | Ayagawa                | Takamatsu |

### Démographie
Au 1er octobre 2018, la population de Sakaide était de 53 352 habitants, répartis sur une superficie de 92,49 km2.

### Climat
Sakaide a un climat subtropical humide caractérisé par des étés chauds et des hivers frais avec de légères chutes de neige. La température moyenne annuelle est de 15,6 °C. La pluviométrie annuelle moyenne est de 1 439 mm, septembre étant le mois le plus humide.

## Histoire
La région actuelle de Sakaide faisait partie de l'ancienne province de Sanuki. Pendant la période d'Asuka, les forteresses de Kiyama ont été construites pour se prémunir contre une invasion de la Chine de la dynastie Tang. Pendant l'époque d'Edo, la région faisait partie des propriétés du domaine de Takamatsu et prospérait grâce à la production de sel.
À la suite de la mise en place du système de municipalités modernes, le bourg de Sakaide a été créé le 15 février 1890. Il obtient le statut de ville du Japon le 1er juillet 1942.

## Culture locale et patrimoine

### Temples
- Tennō-ji

## Transports

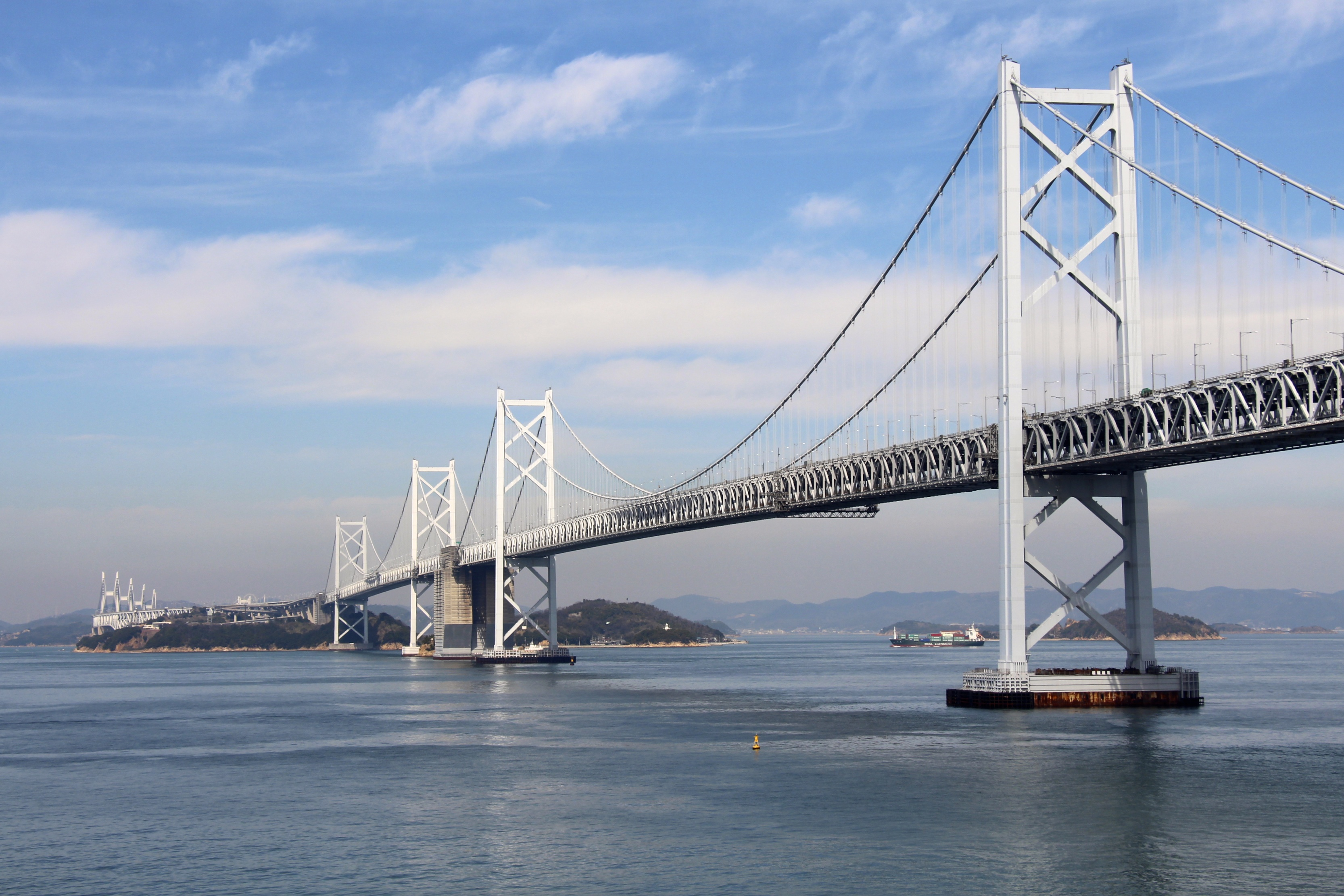
Grand pont de Seto.

Sakaide est reliée à l'île de Honshū par le grand pont de Seto. C'est l'un des trois points d'accès routier à Shikoku, et l'unique accès ferroviaire.
La ville est desservie par les trains des lignes Yosan et Seto-Ōhashi de la JR Shikoku. La gare de Sakaide est la principale gare de la ville.
La ville possède un port.

## Jumelage
Sakaide est jumelée avec :
- Sausalito (États-Unis) depuis 1988,
- Lansing (États-Unis) depuis 1996.

## Personnalités liées à la municipalité
- Kiyoshi Tanimoto (1909-1986), pasteur